# Juke Blues
Juke Blues ist ein britisches Magazin, das sich mit Blues, R&B, Gospel, Soul, Zydeco und Jazz beschäftigt. Es wurde 1985 in London von Cilla Huggins, John Broven und Bez Turner gegründet und wird heute in Bath, Somerset, England, veröffentlicht.
Das Magazin enthält eine Mischung aus biografischen Artikeln über Musiker des Blues und verwandter Genres sowie Interviews, Diskografien und Rezensionen.

## Auszeichnungen
- Keeping The Blues Alive, 2000[4]
- Sweet Soul Music, 2001[1]
- Blues Hall of Fame Classic of Blues Literature, 2004[5]